# 芝刈機〆夢幻
芝刈り機〆夢幻（しばかりき むげん、別名:むげん、しばかりきむげん）は、日本のゲーム実況者、YouTuber、eスポーツ実況者。出身地は徳島県。事務所は「Buber」のBlueocean。。

## 人物
- 日本のYouTuber(ユーチューバー)、YouTubeチャンネル。 ゲーム実況者 「荒野行動」の実況動画を投稿、荒野行動では夢幻式という戦う方法がある。

## 来歴
- 「荒野行動スター育成計画」という、荒野行動の公式に定められた基準の評価で最高位である「荒野行動公認実況者」でもある。

## メディア
- 『荒野行動』5周年感謝祭に出演。

えなこや手越祐也が芝刈り機〆夢幻、Maroら功労者を祝福。スペシャルマッチでは手越がプロ相手に強気な戦法で挑んだ。
。
『 NE夏祭り2022】『荒野行動』や『IdentityV 第五人格』など5タイトルが対象！
大盛況となったYouTube投稿キャンペーン“NE夏祭り2022”表彰式2022年8月27日：RED° TOKYO TOWERにてオフラインイベント「表彰式」に参加。
。

## 出演
『 NE夏祭り2022】『荒野行動』や『IdentityV 第五人格』など5タイトルが対象！
大盛況となったYouTube投稿キャンペーン“NE夏祭り2022”表彰式2022年8月27日：RED° TOKYO TOWERにてオフラインイベント「表彰式」にプロ選手として参加。
。